# Saints Row IV
Saints Row IV är ett actionkomedispel utvecklat av Volition Inc. och gavs ut av Deep Silver i augusti 2013 till Microsoft Windows, Playstation 3 och Xbox 360. Det är den fjärde delen i spelserien och uppföljaren till Saints Row: The Third från 2011. 
Precis som i tidigare spelen i serien tar spelaren rollen som ledaren för gatugänget Third Street Saints, som nu har blivit USA:s nya president. Spelet äger rum fem år efter händelserna i föregångaren, och som utspelar sig i den fiktiva staden Steelport. Spelaren och Saints måste bekämpa en utomjordisk invasion, samt mot simuleringar av fiender och gatugäng från deras förflutna.

## Röstskådespelare
Följande röstskådespelare förekommer i Saints Row IV:
- The Boss:
  - Troy Baker - Manlig röst 1
  - Kenn Michael - Manlig röst 2
  - Robin Atkin Downes - Manlig röst 3
  - Laura Bailey - Kvinnlig röst 1
  - Sumalee Montano - Kvinnlig röst 2
  - Diane Michelle - Kvinnlig röst 3
  - Nolan North - Nolan Norths röst
- Daniel Dae Kim - Johnny Gat[6]
- Danielle Nicolet - Shaundi
- Arif S. Kinchen - Pierce Washington
- Yuri Lowenthal - Matt Miller, Professor Genki
- Terry Crews - Benjamin King
- Natalie Lander - Kinzie Kensington
- Rebecca Riedy - Asha Odekar
- Keith David - Sig själv, Julius Little
- JB Blanc - Zinyak, Zinjai, Phillipe Loren
- Michael Yurchak - CID
- Neil Patrick Harris - Veteran Child
- Jennifer Jules Hart - Young Shaundi
- Tim Thomerson och Richard Epcar - Cyrus Temple
- Andrew Bowen - Josh Birk / NyteBlayde
- Ursula Taherian - Tanya Winters
- Terrence C. Carson - Anthony Green
- Ogie Banks - Warren Williams
- Michael Dorn - Maero
- Mike Carlucci - Zach
- Rob Van Dam - Bobby
- Roddy Piper - Sig själv
- Mark Allan Stewart - Oleg Kirlov
- Eden Riegel - Jane Austen
- Christopher Daniels - Tommy Macher
- Lauri Hendler - Jane Valderama
- Phil Morris - Mr. Sunshine
- Andrew Kishino - Donnie
- Alex Désert - Zimos
- Michael Clarke Duncan - Benjamin King